# 1971年全豪オープン
1971年 全豪オープン（1971ねんぜんごうオープン、Australian Open 1971）は、オーストラリア・シドニー市内にある「ホワイトシティ・テニスクラブ」において、1971年1月8日から14日まで開催された。

## 大会の流れ
- この年までは、大会開催都市はシドニー・メルボルン・アデレード・ブリスベンを回り持ちしていた。
- 大会会場は「ホワイトシティ・テニスクラブ」の芝生コートで開催。
- 男子シングルスは「48名」の選手による6回戦制で行われ、シード選手16名に「1回戦不戦勝」があった。男子シード選手の初戦敗退は「2回戦＝初戦」と表記する。女子シングルスは「30名」の選手による5回戦制で、シード選手は8名であったが、第1・第2シードのみに「1回戦不戦勝」があった。
- 混合ダブルスは、1970年から1985年まで競技の実施が中止されていた。したがって、記事中の「決勝戦の結果」に混合ダブルスはなく、4部門のみの記載になる。

## シード選手

### 男子シングルス
1. ロッド・レーバー　（3回戦）
2. ケン・ローズウォール　（優勝、16年ぶり3度目）
3. ジョン・ニューカム　（3回戦）
4. トニー・ローチ　（3回戦）
5. アーサー・アッシュ　（準優勝）
6. トム・オッカー　（ベスト4）
7. ロイ・エマーソン　（ベスト8）
8. アンドレス・ヒメノ　（2回戦＝初戦）
9. ロジャー・テーラー　（3回戦）
10. デニス・ラルストン　（3回戦）
11. ニコラ・ピリッチ　（2回戦＝初戦）
12. フレッド・ストール　（3回戦）
13. クリフ・ドリスデール　（ベスト8）
14. マーティー・リーセン　（ベスト8）
15. イスマイル・エル・シャフェイ　（3回戦）
16. マーク・コックス　（ベスト8）

### 女子シングルス
1. マーガレット・スミス・コート　（優勝、3年連続10度目）
2. イボンヌ・グーラゴング　（準優勝）
3. （大会開始前に棄権）
4. ゲイル・シェリフ　（1回戦、不戦敗）
5. パティ・ホーガン　（2回戦）
6. ケリー・ハリス　（2回戦）
7. ウィニー・ショー　（ベスト4）
8. ヘレン・グーレイ　（ベスト8）

## 大会経過

### 男子シングルス
準々決勝
- ボブ・ルッツ vs.  マーク・コックス　6-2, 6-1, 6-2
- アーサー・アッシュ vs.  クリフ・ドリスデール　7-6, 7-6, 2-6, 6-2
- トム・オッカー vs.  マーティー・リーセン　6-3, 6-3, 6-3
- ケン・ローズウォール vs.  ロイ・エマーソン　6-4, 6-4, 6-3

準決勝
- アーサー・アッシュ vs.  ボブ・ルッツ　6-4, 6-4, 7-6
- ケン・ローズウォール vs.  トム・オッカー　6-2, 7-6, 6-4

### 女子シングルス
準々決勝
- マーガレット・スミス・コート vs.  ヘレン・グーレイ　6-0, 6-4
- レスリー・ハント vs.  ジャン・オニール　6-4, 6-4
- ウィニー・ショー vs.  ノルマ・マーシュ　6-0, 7-6
- イボンヌ・グーラゴング vs.  シャロン・ウォルシュ　6-3, 6-4

準決勝
- マーガレット・スミス・コート vs.  レスリー・ハント　6-0, 6-3
- イボンヌ・グーラゴング vs.  ウィニー・ショー　7-6, 6-1

## 決勝戦の結果
- 男子シングルス： ケン・ローズウォール vs.  アーサー・アッシュ　6-1, 7-5, 6-3
- 女子シングルス： マーガレット・スミス・コート vs.  イボンヌ・グーラゴング　2-6, 7-6, 7-5
- 男子ダブルス： ジョン・ニューカム＆ トニー・ローチ vs.  トム・オッカー＆ マーティー・リーセン　6-2, 7-6
- 女子ダブルス： マーガレット・スミス・コート＆ イボンヌ・グーラゴング vs.  レスリー・ハント＆ ジル・エマーソン　6-0, 6-0